# 西予市立高山小学校
西予市立高山小学校（せいよしりつ たかやましょうがっこう）は、愛媛県西予市明浜町高山甲3420番地にあった公立小学校。2015年（平成27年）に旧明浜町内の高山、俵津、狩江、田之浜の4小学校が統合し俵津の地に新たに西予市立明浜小学校が発足した。

## 概要
1875年（明治8年）3月に東宇和郡高山村立高山簡易小学校として、開校。校舎は大正期には地元の名建築家だった明石虎雄（日光駅の建築も手がけた）によって設計された。2015年（平成27年）3月31日を以て、西予市立明浜小学校への統合のため140年にも及んだ長い歴史に幕を下ろした。

## 沿革
- 1874年（明治7年）3月 - 東宇和郡高山村本浦字中西へ高山小学校を創設する｡
- 1887年（明治20年）6月 - 東宇和郡高山村立高山簡易小学校となり､宮野浦に分校を設置する｡
- 1890年（明治23年）4月 - 東宇和郡高山村立高山尋常小学校に改称し､尋常科を置く｡田之浜に分教場を設置する｡
- 1935年（昭和10年）3月 - 高山青年学校を開校する｡
- 1941年（昭和16年）4月 - 国民学校令により東宇和郡高山村立高山国民学校に改称｡
- 1947年（昭和22年）4月 - 戦後の学制改革により東宇和郡高山村立高山小学校に改称｡
- 1948年（昭和23年）4月 - 初めてPTAを設立
- 1958年（昭和33年）1月 - 昭和の大合併により東宇和郡明浜町立高山小学校となる｡
- 1967年（昭和42年）8月 - 鉄筋三階建て新校舎落成｡
- 1975年（昭和50年）3月 - 開校100周年記念式典を行う｡
- 1976年（昭和51年）7月 - 体育館新築落成｡
- 1980年（昭和55年）9月 - プール完成｡
- 2004年（平成16年）4月 - 平成の大合併により西予市立高山小学校となる｡
- 2015年（平成27年）3月31日 - 閉校。西予市立俵津小、狩江小、田之浜小と統合し、西予市立明浜小学校が設立される｡

### 児童数
平成26年度 児童数（平成26年5月1日現在）単位：人
| 学年   | 学年   | 1年 | 2年 | 3年 | 4年 | 5年 | 6年 | 合計 |
| ------ | ------ | --- | --- | --- | --- | --- | --- | ---- |
| 児童数 | 児童数 | 4   | 4   | 4   | 2   | 4   | 7   | 25   |

### 行事
- 4月
  - 入学式
  - 1年生をむかえる会
- 5月
  - 水泳練習開始
  - 6年修学旅行
- 6月 - 5年青少年交流の家での集団宿泊研修
- 7月
  - 一学期終業式
  - 支部水泳記録会
- 9月
  - 二学期始業式
  - 校区大運動会
- 10月 - 市陸上競技大会
- 11月
  - 町小中学校音楽発表会
  - 赤十字県大会
- 12月
  - 学習発表会
  - 二学期終業式
- 1月 - 三学期始業式
- 2月 - 感謝の集い
- 3月 - 卒業式

## 進学先中学校
- 西予市立明浜中学校

## 周辺
- 金剛禅寺
- 西予市役所明浜支所　元の明浜町役場